# Dospinești, Bacău
Dospinești este un sat în comuna Buhoci din județul Bacău, Moldova, România.